# Liste der Kulturgüter in Courgenay
Die Liste der Kulturgüter in Courgenay enthält alle Objekte in der Gemeinde Courgenay im Kanton Jura, die gemäss der Haager Konvention zum Schutz von Kulturgut bei bewaffneten Konflikten, dem Bundesgesetz vom 20. Juni 2014 über den Schutz der Kulturgüter bei bewaffneten Konflikten sowie der Verordnung vom 29. Oktober 2014 über den Schutz der Kulturgüter bei bewaffneten Konflikten unter Schutz stehen.
Objekte der Kategorien A und B sind vollständig in der Liste enthalten, Objekte der Kategorie C fehlen zurzeit (Stand: 1. Januar 2023).

## Kulturgüter
| Foto |                                                                                           | Objekt | Kat. | Typ | Standort                           | Beschreibung |
| ---- | ----------------------------------------------------------------------------------------- | --- | ---- | --- | ---------------------------------- | ------------ |
| ja   | Datei hochladen · Wikidata zu Pierre-Percée (Q2093105)                                    | Pierre-Percée, jungsteinzeitlicher Dolmen Pierre-Percée, dolmen néolithique KGS-Nr.: 09584                                                        | A    | F   | Rue Général-Comman 575851 / 250630 |              |
| ja   | Datei hochladen · Wikidata zu Kirche Notre-Dame de l’Assomption (Q29785368)               | Kirche Notre-Dame de l’Assomption / Église Notre-Dame de l’Assomption KGS-Nr.: 03496                                                              | B    | G   | Rue de l’Église 2 576429 / 250300  |              |
| BW   | Datei hochladen · Wikidata zu Gallo-römische Villa - merowingische Nekropole (Q110624215) | Les Condemennes, gallorömische Villa und merowingische Nekropole / Les Condemennes, villa gallo-romaine et nécropole mérovingienne KGS-Nr.: 16866 | B    | F   | 576501 / 249403                    |              |